# 国際情報オリンピック
国際情報オリンピック(こくさいじょうほうオリンピック、International Olympiad in Informatics, IOI)は、1989年から毎年行われる、高校生を対象としたプログラミング能力を競う国際大会である。

## 概要
1カ国あたり、最大4人の選手が参加できる。2005年のポーランド大会では、72カ国276人が参加した。日本から参加するには、日本情報オリンピックに参加する必要がある。回答言語はほとんどの選手がC++を使用している。
テストは2日間あり、各1日5時間で3問ずつに挑戦する。各問題は100点満点で採点され、満点は2024年現在、600点である（2009年は800点であった。また、2010年は一部の問題において100点を超える解答が存在する可能性があったため、820点満点とされている）。各プログラムには実行時間やメモリの制限があり、その制限がアルゴリズム上の工夫を要し、問題を難しくする。採点は入力データに対して、正しい結果を返すかどうかという、コンピュータによる自動採点で行われる。
採点の結果、上位1/12には金メダル、次の2/12には銀メダル、次の3/12には銅メダルが授与される。

## 開催歴

### 過去の開催
- 1989年 第1回 - ブルガリア・プラヴェッツ
- 1990年 第2回 - ベラルーシ・ミンスク
- 1991年 第3回 - ギリシャ・アテネ
- 1992年 第4回 - ドイツ・ボン
- 1993年 第5回 - アルゼンチン・メンドーサ
- 1994年 第6回 - スウェーデン・ハーニンゲ
- 1995年 第7回 - オランダ・アイントホーフェン
- 1996年 第8回 - ハンガリー・ヴェスプレーム
- 1997年 第9回 - 南アフリカ共和国・ケープタウン
- 1998年 第10回 - ポルトガル・セトゥーバル
- 1999年 第11回 - トルコ・アンタルヤ
- 2000年 第12回 - 中華人民共和国・北京市
- 2001年 第13回 - フィンランド・タンペレ
- 2002年 第14回 - 大韓民国・龍仁市
- 2003年 第15回 - アメリカ合衆国・ケノーシャ
- 2004年 第16回 - ギリシャ・アテネ
- 2005年 第17回 - ポーランド・ノヴィ・ソンチ
- 2006年 第18回 - メキシコ・メリダ
- 2007年 第19回 - クロアチア・ザグレブ
- 2008年 第20回 - エジプト・カイロ
- 2009年 第21回 - ブルガリア・プロヴディフ
- 2010年 第22回 - カナダ・ウォータールー
- 2011年 第23回 - タイ王国・パッタヤー
- 2012年 第24回 - イタリア・シルミオーネ
- 2013年 第25回 - オーストラリア・ブリスベン
- 2014年 第26回 - 中華民国・台北市
- 2015年 第27回 - カザフスタン・アルマトイ
- 2016年 第28回 - ロシア・カザン
- 2017年 第29回 - イラン・テヘラン
- 2018年 第30回 - 日本・つくば市
- 2019年 第31回 - アゼルバイジャン・バクー
- 2020年 第32回 - シンガポール（COVID-19のためオンライン開催）
- 2021年 第33回 - シンガポール (2020年開催国で、COVID-19のため当地開催を順延したが、結局オンライン開催)
- 2022年 第34回 - インドネシア・ジョグジャカルタ
- 2023年 第35回 - ハンガリー・セゲド
- 2024年 第36回 - エジプト・アレクサンドリア
- 2025年 第37回 - ボリビア・スクレ

### 今後の開催予定地
- 2026年 第38回 - ウズベキスタン・タシュケント
- 2027年 第39回 - ドイツ・ポツダム
- 2028年 第40回 - 日本
- 2029年 第41回 - ブルガリア

## メダル総数
2024年時点
| 順 | 国・地域       | 金  | 銀 | 銅 | 計  |
| -- | -------------- | --- | -- | -- | --- |
| 1  | 中国           | 102 | 28 | 12 | 142 |
| 2  | ポーランド     | 45  | 52 | 35 | 131 |
| 3  | ルーマニア     | 34  | 60 | 37 | 115 |
| 4  | 韓国           | 49  | 50 | 28 | 127 |
| 5  | ブルガリア     | 27  | 55 | 45 | 127 |
| 6  | ベトナム       | 21  | 51 | 54 | 126 |
| 7  | アメリカ合衆国 | 68  | 39 | 16 | 123 |
| 8  | イラン         | 32  | 67 | 24 | 123 |
| 9  | ロシア         | 68  | 40 | 12 | 120 |
| 10 | 台湾           | 25  | 62 | 30 | 117 |

## 各国からの参加

### 日本
日本は、1994年から1996年の間、国際大会に参加しており、その後9年間の中断の後、2006年から参加している。

#### 成績
国別順位は公式には存在しない。この順位は、一般社団法人情報オリンピック日本委員会が公表された成績に基づいて算出したものである。
- 1994年 銀2 - 15位
- 1995年 金1銅1 - 11位
- 1996年 なし
- 2006年 金2銅1 - 6位
- 2007年 金1銀1銅1 - 14位
- 2008年 金1銀1銅2 - 11位
- 2009年 金2銀1銅1 - 6位
- 2010年 金2銀2 - 2位
- 2011年 金1銀3 - 8位
- 2012年 金1銀3 - 7位
- 2013年 金1銀2 - 11位
- 2014年 金1銀2銅1 - 11位
- 2015年 金3銅1 - 5位
- 2016年 金2銀2 - 4位
- 2017年 金3銀1 - １位
- 2018年 金1銀1銅2（この他特別参加選手が、金相当1、銀相当2、銅相当1） - 12位
- 2019年 金1銀3 - 7位
- 2020年 金2銀2 - 5位
- 2021年 金2銀2 - 5位
- 2022年 金4 - 1位
- 2023年 金4 - 1位
- 2024年 金2銀2[5] - 3位

1996年までは日本からの世界大会参加者は2名、2006年以降は4名。（2018年は、開催国としての特別参加選手を加えて8名。）

#### 日本人金メダリスト
- 伊藤哲史（筑波大学附属駒場高等学校）1995年（5位）
- 渡部正樹（筑波大学附属駒場高等学校）2006年（21位）
- 片岡俊基（高田高等学校）2006年（16位），2007年（19位）
- 保坂和宏（開成高等学校）2008年（23位），2009年（2位）
- 滝聞太基（筑波大学附属駒場高等学校）2009年（14位）
- 村井翔悟（開成高等学校）2010年（9位），2011年（14位），2012年（4位）
- 原将己（筑波大学附属駒場高等学校）2010年（16位）
- 熊崎剛生（筑波大学附属駒場高等学校）2013年（16位）
- 高谷悠太（開成中学校・開成高等学校）2014年（16位），2015年（10位），2016年（15位），2017年（1位）
- 増田隆宏（筑波大学附属駒場高等学校）2015年（16位）
- 井上卓哉（開成高等学校）2015年（27位），2016年（5位）
- 川﨑理玖（筑波大学附属駒場高等学校）2017年（4位）
- 河原井啓（筑波大学附属駒場高等学校）2017年（5位）
- 井上航（北九州工業高等専門学校） 2018年（6位）
- 米田優峻（筑波大学附属駒場高等学校） 2019年（25位）, 2020年（23位）（2018年特別参加選手金メダル相当（17位））
- 松尾凛太朗（麻布高等学校） 2020年（22位）
- 菅井遼明（渋谷教育学園渋谷高等学校） 2021年（6位）
- 児玉大樹（灘高等学校） 2021年（28位）, 2022年（16位）, 2023年（21位）
- 渡邉雄斗（渋谷教育学園幕張高等学校）2022年（17位）
- 田村唯 （大阪公立大学工業高等専門学校） 2022年（23位）
- 田中優希（灘高等学校） 2022年（24位）, 2023年（4位）
- 尼丁祥伍（灘高等学校） 2023年（9位）, 2024年（13位）
- 西脇響喜（筑波大学附属駒場高等学校）2023年（25位）
- 太田克樹（筑波大学附属駒場高等学校）2024年（15位）

## テレビ番組
- 情報オリンピック特別番組『未来への鍵』 - 2011年3月21日にテレビ東京にて放送。出演は岡本玲など[6]。
- 『岡本玲の未来への鍵Ⅱ　〜体験！ 国際情報オリンピック タイ大会〜』　- 2011年9月23日にテレビ東京にて放送。出演は岡本玲など[7]。
- 『青春アルゴリズム』 - 情報オリンピックを元にした青春ドラマ。2012年12月24日[8]にテレビ東京にて放送。監督は呉美保。出演は岡本玲[9]など。